# Hundido en un rincón
«Hundido en un rincón» es el nombre del tercer sencillo y tercera canción del cuarto álbum de estudio de la banda de rock mexicana Maná, Cuando los ángeles lloran del año 1995. En la semana del 16 de marzo de 1996, la canción debutó en el número cuarenta de los U.S. Billboard Hot Latin Tracks. Y tres semanas después, el 30 de marzo de 1996 alcanzó la posición número treinta cuatro y se mantuvo por una semana.

## Posiciones en la lista
| Lista (1996)                   | Posición |
| ------------------------------ | -------- |
| US Billboard Hot Latin Tracks  | 34       |
| US Billboard Latin Pop Airplay | 5        |